# リソース (プロジェクト管理)
リソース (英: resource)は、プロジェクト管理では人、設備、施設、資金、およびその他プロジェクト活動の完了に必要な資源（通常は労働以外）のことを指す。 プロジェクト管理では、プロジェクトタスクを実行するためのリソースが必要となる。したがって、リソースの不足は、プロジェクト活動の制約となる。リソースは備蓄可能なものとそうでないものがある。備蓄可能なリソースは、使い果たされない限り利用可能なままであり、それらを生成するプロジェクトタスクによって補充することができるが、備蓄できないリソースは、前の期間に使用されていなくても、期間ごとに調達する必要がある。 
リソースのスケジューリング、利用可能性、最適化は、プロジェクト管理を成功させるための鍵と見なされる。 
リソースは、各プロジェクト活動に与えられた優先順位に基づいて限定的に割り当てられる。優先度は、クリティカルパス法とヒューリスティック分析を使用して計算される。 リソースの数に制約がある場合は、可能な限り最も効率的なスケジュールを作成する必要がある。つまり、プロジェクトの期間を最小限に抑え、利用可能なリソースを最大限に活用することである。 